# Luigi Omodei (1607-1685)
Pour les articles homonymes, voir Luigi Omodei.
 Luigi Omodei (né en 1607 à Milan, dans l'actuelle région Lombardie, alors capitale du duché de Milan et mort le 26 avril 1685 à Rome) est un cardinal italien du XVIIe siècle.

## Biographie
Luigi Omodei est l'oncle du cardinal Luigi Omodei (1657-1706).
Il exerce plusieurs fonctions au sein de la Curie romaine, notamment commissaire général des États pontificaux sous Innocent X et général de l'armée papale.
Le pape Innocent X le crée cardinal lors du consistoire du 19 février 1652. Il participe au conclave de 1655, lors duquel Alexandre VII est élu pape, et à ceux de 1667 (Clément IX) et de 1669-1670 (Clément X).
Avec son frère banquier Emilio Omodei, il commanda au peintre baroque Giovanni Ghisolfi, la décoration de la quatrième chapelle du mont sacré du Rosaire à Varèse.

## Sources
- Fiche de Luigi Omodei sur le site fiu.edu